# Chen Szu-chi
Chen Szu-chi (20 de junio de 2002) es una nadadora proveniente de Taiwán. Compitió en el Campeonato Mundial de Natación de 2017 en la modalidad de 50 metros espalda. Además representó a su país en los Juegos Olímpicos de la Juventud 2018 celebrados en Buenos Aires, Argentina, donde compitió en las categorías de 50, 100 y 200 metros espalda.